# Gary E. Johnson
Gary Earl Johnson, född 1 januari 1953 i Minot, North Dakota, är en amerikansk politiker.
Han ställde upp i presidentvalet i USA 2012 och i presidentvalet i USA 2016 som kandidat för Libertarian Party.

## Bakgrund
Johnson studerade vid University of New Mexico i Albuquerque. Under studietiden träffade han sin blivande hustru Dee (1952-2006). Paret gifte sig 1977, skilde sig 2005 och Dee avled i en hjärtsjukdom ett år efter skilsmässan.

## Guvernör i New Mexico 1995–2003
I 1994 års guvernörsval besegrade han den sittande guvernören, demokraten Bruce King.
Johnson omvaldes 1998.
Johnson var republikansk guvernör i New Mexico 1995–2003. Han kunde inte ställa upp för en tredje mandatperiod, eftersom New Mexicos konstitution begränsar guvernörens ämbetstid till två mandatperioder.
Bill Richardson efterträdde Johnson som guvernör 1 januari 2003.

## Presidentkandidat 2012
Johnson hade tänkt ställa upp i republikanernas primärval inför presidentvalet i USA 2012 men hoppade av i ett tidigt skede och bytte parti till Libertarian Party. Efter partibytet nominerade libertarianerna honom som partiets presidentkandidat.
Domare James P. Gray från Kalifornien valdes som kandidat till vice president. I presidentvalet 2012 fick Johnson och Gray 0,99 %.

## Presidentkandidat 2016
Johnson ställde upp i presidentvalet i USA 2016 som kandidat för Libertarian Party och förordade William Weld (tidigare guvernör i Massachusetts) som partiets kandidat till vice president, vilken senare också valdes av partiet. 
I en opinionsundersökning utförd 11−17 juli 2016 av NBC News/SurveyMonkey bland 9 436 vuxna fick Johnson stöd av 10 %, att jämföra med Donald Trump 40 %, Hillary Clinton 39 % och Jill Stein 5 %. Om en kandidat når ett genomsnittligt stöd på 15% i opinionsundersökningarna är denne garanterad att delta i de stora TV-debatterna.

## Politiska ståndpunkter
Johnson beskriver sig själv som ekonomiskt konservativ och socialt liberal.
Han vill minska USA:s statsskuld genom att minska statens utgifter med 43 %, skydda medborgerliga rättigheter, omedelbart avsluta Afghanistankriget och förespråkar Fair Tax. Han vill ersätta inkomstskatt och företagsskatt med en skatt på konsumtion.
Johnson är känd för sitt motstånd mot War on Drugs ("kriget mot narkotika") som USA:s regering sedan länge har fört och ville 1999 avkriminalisera narkotika.

## Privatliv
Johnson är lutheran. Triathlon är hans idrottsgren och han säger sig avstå från alkohol, koffein och vissa sockerprodukter. Han använder cannabisprodukter, men har sagt att han inte kommer göra det under sin presidentkandidatur eller, om han blir vald, under sin mandatperiod som president.